# Abassin Alikhil
Abassin Alikhil (dari: عباسين علی خیل) est un footballeur international afghan né le 19 avril 1991 à Francfort-sur-le-Main. Il évolue au poste de milieu de terrain avec l'équipe réserve de l'Eintracht Francfort.

## Biographie

### En club
Il commence le football au SKG Sprendlingen avant de rejoindre l'Eintracht Francfort en 1999. Il passe par toutes les catégories de jeunes et débute avec l'équipe réserve en Regionalliga Sud en 2009. Il marque pour son premier match, le 21 novembre lors d'un match nul 2-2 contre SV Darmstadt 98.
À l'été 2013, il s'engage avec le FSV Francfort II qui évolue un niveau en-dessous, en Hessenliga. Il joue son premier match le 27 juillet face au SKV Rot-Weiß Darmstadt (victoire 2-0). Il marque son premier but le 16 août lors d'un succès 4-0 contre le FSV Fernwald.
À l'issue de la saison, il rejoint le SV Viktoria Aschaffenbourg en Bayernliga Nord. Il fait ses débuts le 12 juillet lors d'un match nul 1-1 face au FC Amberg. Il inscrit son premier but sous ses nouvelles couleurs le 6 août, en Coupe de Bavière contre le Sportfreunde Dinkelsbühl (victoire 2-1). Lors de sa première saison, le club remporte le championnat et est promu en Regionalliga Bayern mais n'y reste qu'une saison.
En juillet 2016, il rejoint le SC Hessen Dreieich en Hessenliga. Il marque pour son premier match le 12 août contre le Viktoria Kelsterbach. Le club termine le championnat à la première place et accède à la Regionalliga Sud Ouest. Malheureusement, le club doit renoncer à cette promotion mais ce n'est que partie remise puisqu'il termine à nouveau champion la saison suivante. Le club finit bon dernier de Regionalliga Sud Ouest et retourne en Hessenliga pour la saison 2019-20.

### En équipe nationale
Il honore sa première sélection en équipe d'Afghanistan le 7 avril 2011, lors des qualifications pour l'AFC Challenge Cup 2012 contre le Népal (défaite 1-0).
Il participe ensuite à l'AFC Challenge Cup 2014 et au Championnat d'Asie du Sud 2015.

## Palmarès

### En club
- Bayernliga Nord (D5)
  - Champion : 2014-15[10]
- Hessenliga (D5)
  - Champion : 2016-17[11], 2017-18[12]

### En sélection
- Championnat d'Asie du Sud de football
  - Finaliste : 2015